# Lewinia muelleri
Lewinia muelleri là một loài chim trong họ Rallidae.